# Fredrik Åkesson
Fredrik Åkesson, född 18 juli 1972, är en svensk hårdrocksgitarrist, låtskrivare och kompositör. Han spelar för närvarande i bandet Opeth, men har även spelat i Talisman, Tiamat, Arch Enemy,  Clockwise. Han var även session-gitarrist på det femte albumet från Ghost, ”Impera”.

## Biografi
Fredrik Åkesson har spelat gitarr sedan han var 12 år och tidigt fick han musikalisk inspiration av bland annat Michael Schenker, Uli Jon Roth och Yngwie Malmsteen. När Marcel Jacob sökte ny gitarrist till Talisman, efter att Jason Bieler lämnat för att spela med Saigon Kick, gick uppdraget till den då 19-årige Åkesson. Efter fyra år och fem album lämnade Åkesson Talisman för att tillsammans med Mats Levén, John Levén och Rickard Evensand skapa bandet Eyeball som senare bytte namn till Southpaw. Under 1998 gav bandet ut sitt självbetitlade debutalbum och samma år deltog Åkesson även på Clockwise album Naïve
Under 2003 återkom Åkesson till Talisman och deltog i turnéer och de två kommande studioalbumen Cats and Dogs (2003), och 7 (2006), samt däremellan livealbumet Five Men Live (2005), vilken också getts ut som DVD under namnet World's Best Kept Secret.
Åkesson turnerade med Tiamat under 2004 och deltog även på DVD:n The Church of Tiamat som gavs ut 2006. Han spelade också på Sabbtails andra album, Night Church, återigen tillsammans med Mats Levén. Tillsammans med John Norum skrev han ett par av låtarna, "Nailed to the Cross" och "Forced", till dennes album Optimus (2005), och spelade också gitarr på de båda spåren. Åren 2005 till 2007 spelade Åkesson med Arch Enemy, under den tid Christopher Amott var borta från bandet. 
Med bandet Krux har Åkesson spelat in albumet II, utgivet 2006 och bandet spelade också på Sweden Rock Festival 2007, där tillsammans med Mats Levén, Peter Stjärnvind, Jörgen Sandström och Leif Edling. 
I maj 2007 annonserade progressive death metal-bandet Opeth att Peter Lindgren lämnade bandet och ersattes av Fredrik Åkesson. Hans första spelning med bandet kom två månader senare, 15 juli, på "Ilosaarirockfestivalen" i Finland. Opeths senaste album Watershed gavs ut 2008. Alla låtar är skrivna av Mikael Åkerfeldt utom "Porcelain Heart" som han skrivit tillsammans med Åkesson. Videon till "Porcelain Heart" spelades in i Vaxholms kommun på 1600-talsslottet Bogesund och regisserades av Lasse Hoile.

## Diskografi

### Med Talisman

#### Album
- Genesis (album) - 1993
- Humanimal Part II - 1994
- Humanimal - 1994
- Five out of Five (Live in Japan) - 1994
- Life - 1995
- Best of... (Samlingsalbum) - 1996
- BESTerious (Samlingsalbum) - 1996
- Cats and Dogs - 2003
- Five Men Live - 2005
- 7 - 2006

#### Singlar
- Mysterious (This Time is Serious) - 1993
- Time after Time - 1993
- Doing Time With My Baby - 1994
- Colour My XTC - 1994
- Todo y Todo - 1994
- All + All - 1994
- Frozen - 1995

### Med Southpaw
- SouthPaw - 1998

### Med Clockwise
- Naïve - 1998

### Med Krux
- Krux  - 2003
- Live (DVD) - 2003
- II - 2006

### Med Human Clay
- Closing the Book on Human Clay - 2003
- Human Clay - 1996

### Med Sabbtail
- Night Church  - 2004

### Med Tiamat
- Church of Tiamat (DVD) - 2005

### MedJohn Norum
- Optimus  - 2005

### Med Arch Enemy
- Live Apocalypse (DVD) - 2006

### Med Opeth
- Watershed - 2008
- Heritage - 2011
- Pale Communion - 2014
- Sorceress - 2016
- In Cauda Venenum - 2019
- The Last Will and Testament - 2024

### Med Ghost
- IMPERA [2] - 2022
- Skeleta - 2025